# CHIO d'Aix-la-Chapelle

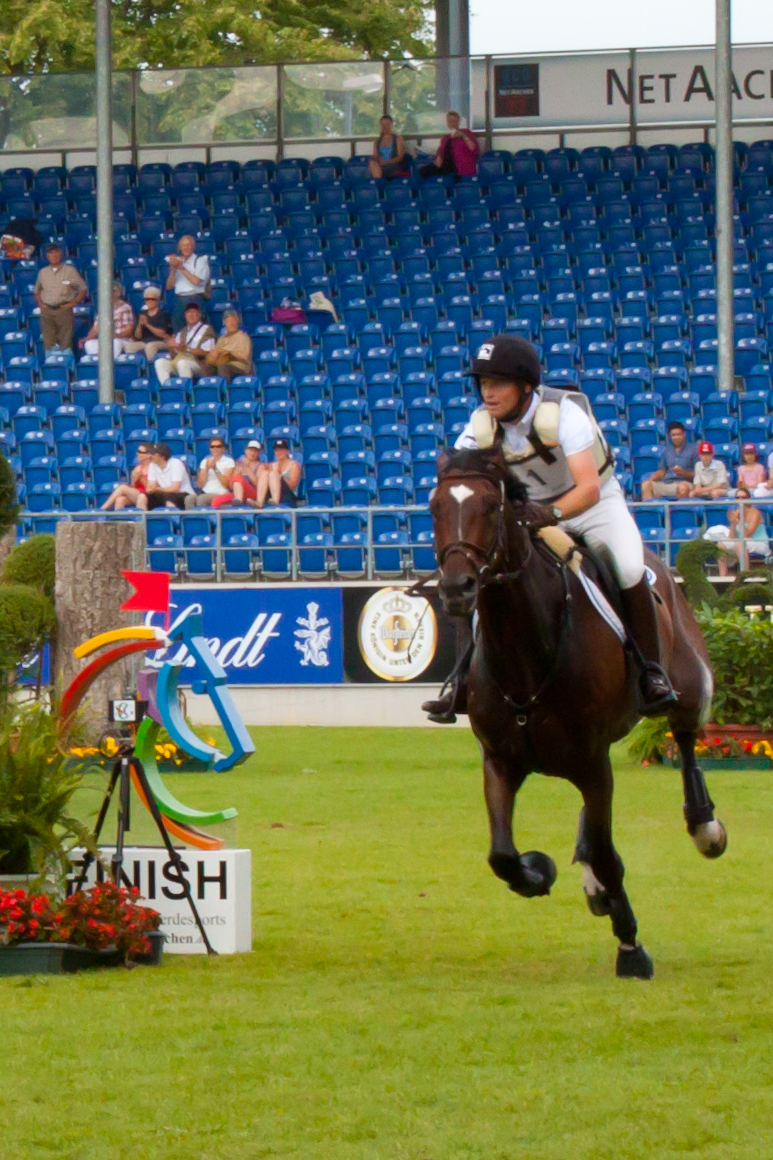
Concours complet au CHIO Aachen de 2010.

Le Concours Hippique International Officiel d'Aix-la-Chapelle (plus connu sous son sigle CHIO Aachen) est un ensemble de concours équestres international très réputé, qui a lieu chaque été à Aix-la-Chapelle, en Allemagne. Son Grand Prix de saut d'obstacles fait partie du Grand Chelem de cette discipline.
L'édition 2020, initialement prévue du 29 mai au 7 juin, est annulée le 22 avril 2020, par le comité d'organisation, en raison de la pandémie de coronavirus. L'édition 2021 a eu lieu du 25 juin au 4 juillet.

## L'événement
Les compétitions du CHIO Aachen sont du saut d'obstacles, du dressage, du concours complet, de l'attelage à quatre et de la voltige.
Selon les règles de la Fédération équestre internationale (FEI), chaque pays ne peut organiser qu'une épreuve de la Coupe des Nations dans chaque discipline sportive équestre. En Allemagne, les épreuves de la Coupe des Nations de saut d'obstacles, de dressage, de concours complet et d'attelage à quatre se déroulent au CHIO (Concours Hippique Officiel, épreuve de la Coupe des Nations dans différentes disciplines) à Aix-la-Chapelle. Une compétition de voltige y est également organisée. Son organisateur est la société Aachen-Laurensberger Rennverein, fondée en 1898.
Le CHIO Aachen est en saut d'obstacles et en dressage le plus prestigieux concours hippique d'Europe. En plus du titre et conformément à la nomenclature du tournoi, le CHIO se déroule sous le nom choisi par lui-même, Weltfest des Pferdesports, depuis 1992.

## Histoire
Le premier concours hippique a eu lieu en 1924 à Aix-la-Chapelle, avec une course de chevaux. En 1927, les concours équestres durent six jours. La première coupe des nations de saut d'obstacles a eu lieu en 1929. De 1940 à 1946, l'événement n'a pas eu lieu à cause de la Seconde Guerre mondiale. Également en 1986, il n'y a pas eu de concours hippique en raison du championnat de saut d'obstacles à Aix-la-Chapelle.
En 2006, le CHIO, et quelques mois plus tard les Jeux équestres mondiaux, se déroulent à Aix-la-Chapelle. À cause des Jeux équestres mondiaux, un système de projecteurs a été installé dans la carrière de saut d'obstacles et dans le Hauptstadion.
Depuis 2007, influencé par les Jeux équestres mondiaux, le CHIO Aix-la-Chapelle organise également du concours complet et de la voltige. En outre, depuis 2007, la Coupe des Nations de saut d'obstacles a lieu le jeudi soir (avant vendredi après-midi) - aux heures de grande écoute à la télévision. En 2011, la 80e édition a eu lieu au parc sportif Soers à Aix-la-Chapelle.

## Lieu

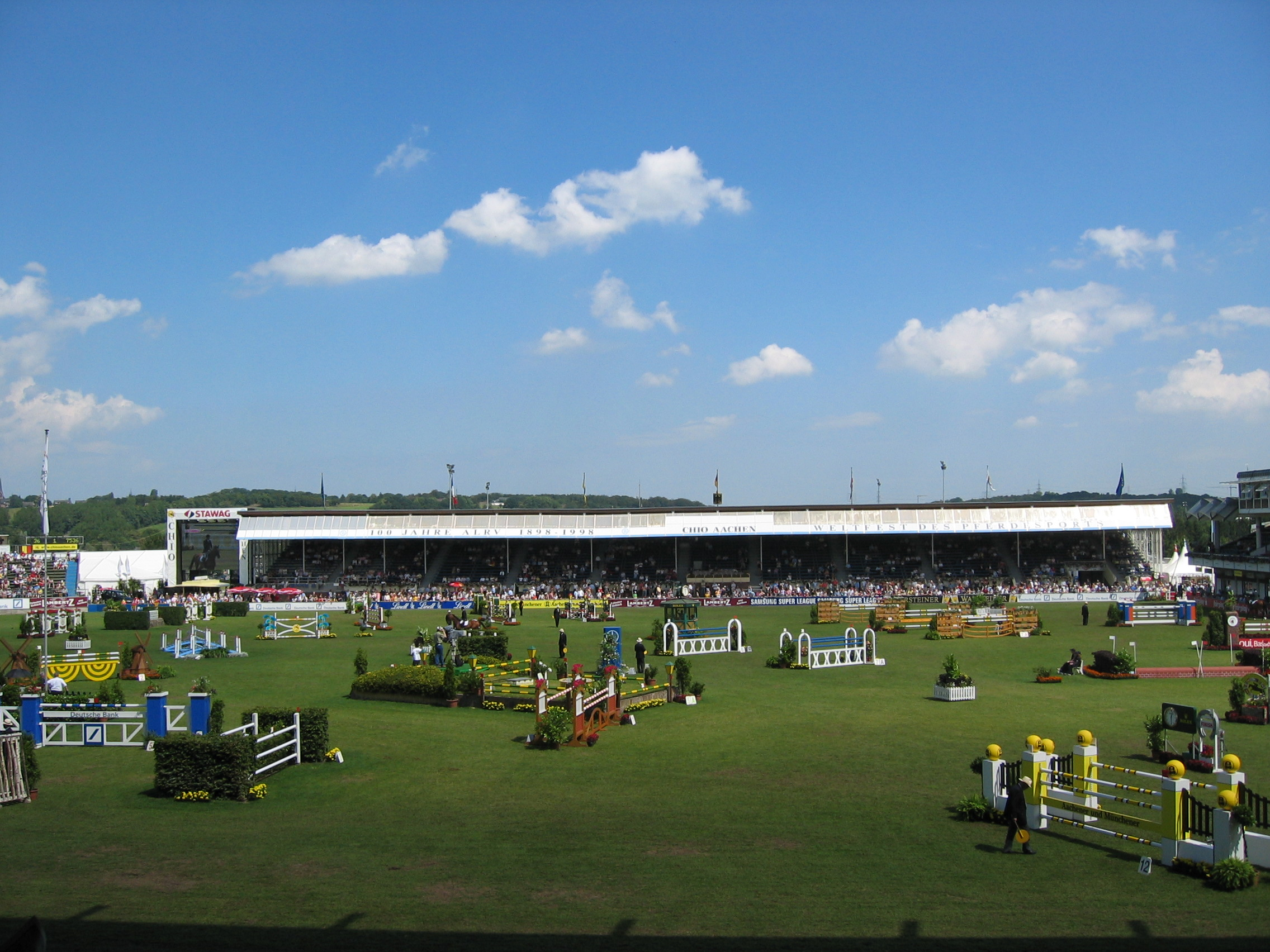
Hauptstadion au CHIO Aix-la-Chapelle en 2004

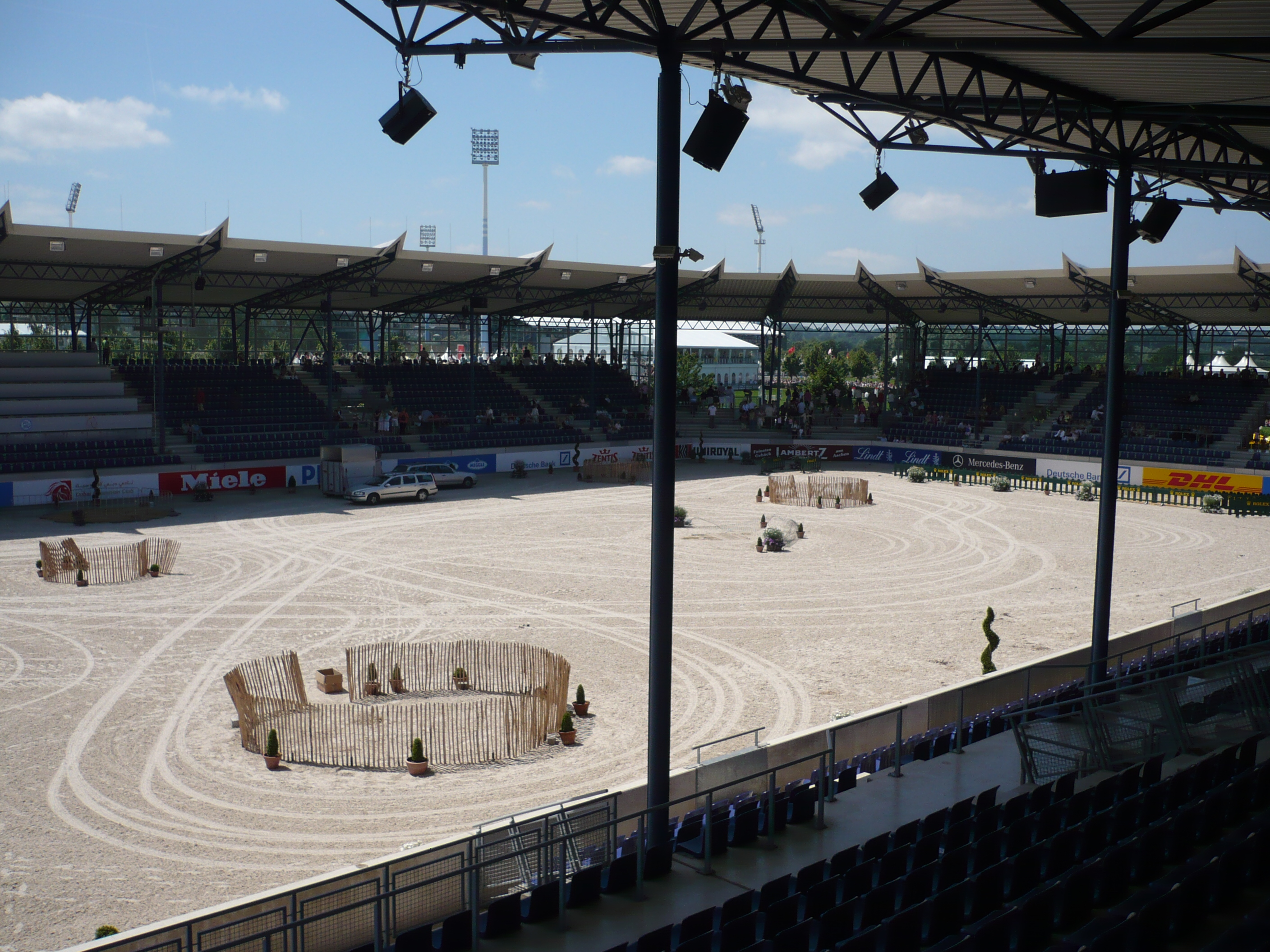
Le Deutsche Bank Stadion lors du CHIO Aachen 2004.

L'événement a lieu à Soers, dans le nord d'Aix-la-Chapelle. Les différentes disciplines sont organisées dans des lieux spécifiques. Les compétitions de saut d'obstacles se déroulent au Hauptstadion du CHIO Aachen, les épreuves de dressage au Deutsche Bank Stadion, et les compétitions de voltige se déroulent à Albert-Vahle-Halle, le tout à Soers.

## Renommée
Le CHIO Aachen est comparé au « Wimbledon des sports équestres ». Il attire plus de 350 000 spectateurs et environ 400 journalistes.